# Hallering
Hallering (Duits: Halleringen) is een gemeente in het Franse departement Moselle (regio Grand Est) en telt 116 inwoners (2009). De plaats maakt deel uit van het arrondissement Forbach-Boulay-Moselle.

## Geografie
De oppervlakte van Hallering bedraagt 3,5 km², de bevolkingsdichtheid is dus 33,1 inwoners per km².
De onderstaande kaart toont de ligging van Hallering met de belangrijkste infrastructuur en aangrenzende gemeenten.

## Demografie
Onderstaande figuur toont het verloop van het inwonertal (bron: INSEE-tellingen).